# Heteronemertea
Heteronemertea is een orde van snoerwormen, behorend tot de klasse van de Pilidiophora.
De orde bevat zeven families en zeven geslachten:
- Cerebratulides (Stiasny-Wijnhoff, 1942)
- Epithetosoma (Danielssen & Koren, 1880)
- Gorgonorhynchidae
- Hemicyclia (Ehrenberg, 1831)
- Huilkalineus (Senz, 1993)
- Lineidae
- Mixolineidae
- Oligodendrorhynchus (Fernández−Álvarez & Anadón, 2012)
- Panorhynchidae
- Paralineidae (Chernyshev, 1995, stat. emend. Chernyshev, 1999)
- Polybrachiorhynchidae
- Pseudobaseodiscus (Senz, 1993)
- Riserius (Norenburg, 1993)
- Valenciniidae (Hubrecht, 1879)